# Баев, Семён Мартынович
Семён Мартынович Баев (1 августа 1930 — 13 декабря 2002) — машинист монтажного крана управления механизации № 2 треста «Тюменгазмеханизация» Министерства газовой промышленности СССР, Тюменская область. Герой Социалистического Труда (1971).
Достиг выдающихся трудовых показателей. Досрочно выполнил личные социалистические обязательства и плановые задания Восьмой пятилетки (1966—1970). 30 марта 1971 года Указом Президиума Верховного Совета СССР удостоен звания Героя Социалистического Труда «за выдающиеся заслуги в выполнении заданий пятилетнего плана и достижение высоких технико-экономических показателей» с вручением ордена Ленина и золотой медали Серп и Молот.